# Tumbaga

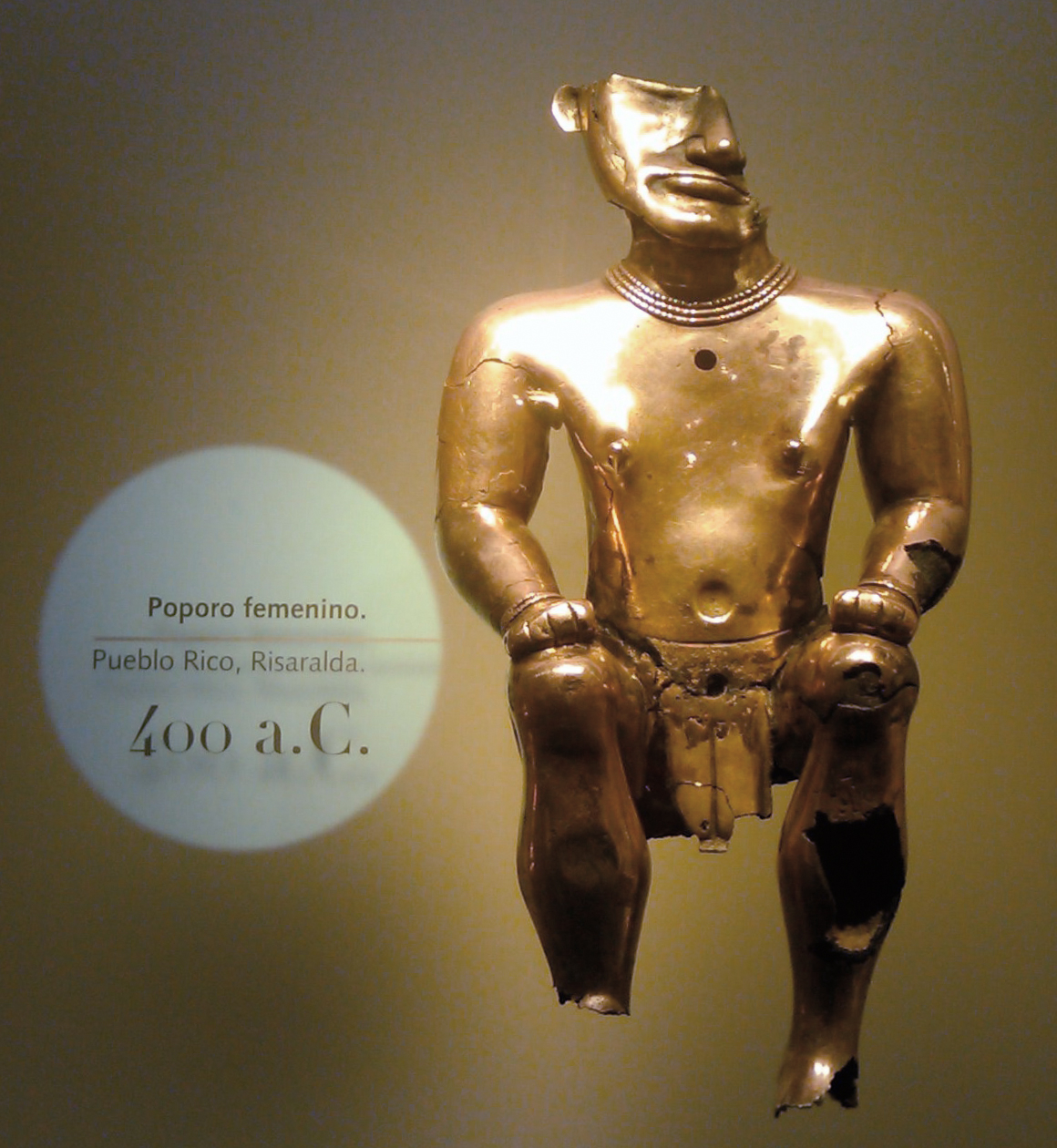
Poporo Quimbaya fabricat amb tumbaga

La tumbaga és un aliatge d'or (Au) i coure (Cu) i sovint amb una mica de plata (Ag), molt trencadís, usat pels antics pobles de l'Amèrica precolombina, especialment en les peces (màscares, collarets, corones, etc.) corresponents a les cultures panamericanes (veraguas, coclé i chiriquí), colombianes (txibtxa, quimbayà i calima) i en la cultura mixteca de Mèxic. Tanmateix, fou desconeguda entre els pobles del Perú. Les proporcions dels metalls que intervenen en l'aliatge són molt variables en funció de la procedència de les joies trobades. També rep el mateix nom un altre aliatge de coure, Cu, i zinc, Zn, conegut també com a llautó roig.